# Border Reivers
Ne doit pas être confondu avec Border Reivers (rugby à XV).

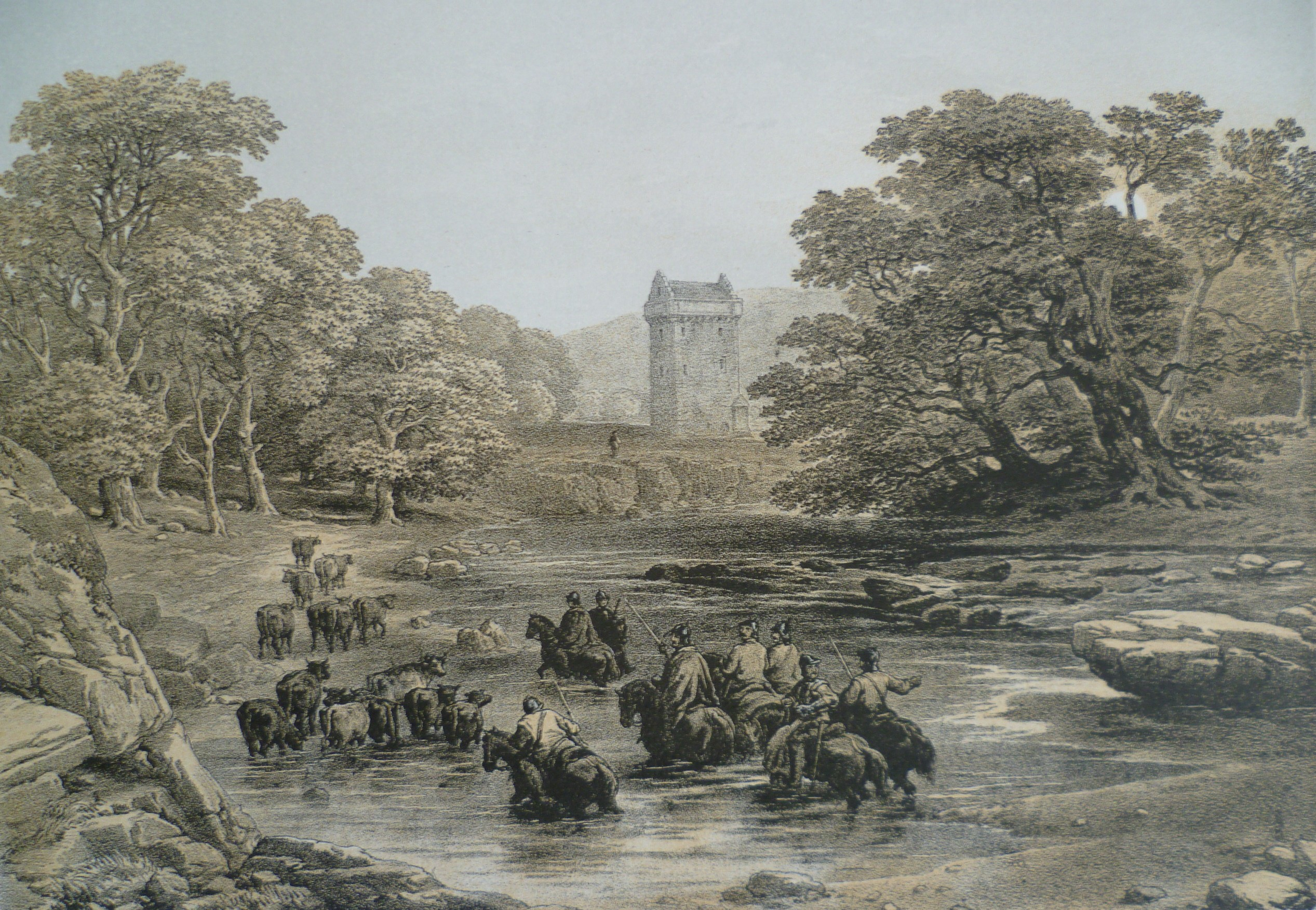
Reivers raid on Gilnockie Tower.

Les Border Reivers sont des voleurs de bétail (en) actifs dans la région de la frontière entre l'Angleterre et l'Écosse entre la fin du XIIIe siècle et le début du XVIIe siècle. Ils comprennent des sujets du royaume d'Angleterre et du royaume d'Écosse, qui agissent indifféremment des deux côtés de la frontière et servent parfois de mercenaires dans les armées anglaise ou écossaise en tant que cavaliers légers. Leur âge d'or se situe au XVIe siècle, à l'époque des dynasties Stuart en Écosse et Tudor en Angleterre. Il prend fin avec l'union des Couronnes, en 1603, et les mesures sévères prises par le roi Jacques VI et Ier pour rétablir l'ordre dans la région.
Parmi les plus célèbres reivers, on trouve Johnnie Armstrong de Gilnockie, pendu en 1530 sur ordre du roi d'Écosse Jacques V, et Kinmont Willie Armstrong (en). Leurs histoires sont l'objet de chansons populaires (Border ballads).